# Vajsenhusbarnet
Vajsenhusbarnet er en amerikansk stumfilm fra 1917 af Maurice Tourneur.

## Medvirkende
- Elsie Ferguson som Jenny Cushing
- Elliott Dexter som Donelson Meigs
- Fania Marinoff som Marie
- Frank Goldsmith som Mr. Harrish
- Sallie Delatore som Edith Gerrard